# Elias Tshimanga
Elias Tshimanga est un footballeur international congolais (RDC) des années 1960, qui remporte la CAN 1968.

## Biographie
Sa carrière est méconnue, mais on sait qu'il joue un match avec la sélection en décembre 1967 contre la Roumanie, et qu'il fait partie de la liste des 22 joueurs sélectionnés avec le Congo-Kinshasa pour la CAN 1968, en tant que joueur du FC Kipushi,. 
Lors de la CAN, il dispute tous les matchs comme titulaire, inscrivant un but sur penalty contre le Sénégal, pour une victoire deux buts à un. Il est également le passeur décisif lors du but inscrit en finale contre le Ghana. Le Congo remporte le tournoi, ce qui constitue l'unique palmarès de Tshimanga dont nous ayons à ce jour connaissance.

## But internationaux
Remarque : les buts inscrits lors de matchs amicaux ne figurent pas dans cette liste
| But en sélection | But en sélection | But en sélection  | But en sélection | But en sélection            | But en sélection | But en sélection    |
|                  | Date             | Lieu              | Adversaire       | Score                       | Résultat         | Compétition         |
| ---------------- | ---------------- | ----------------- | ---------------- | --------------------------- | ---------------- | ------------------- |
| 1.               | 16 janvier 1968  | Asmara (Éthiopie) | Sénégal          | 2-1 (1 but à ? sur penalty) | 2-1              | CAN 1968 (1er tour) |